# Mirek Dymitrow
Mirek Dymitrow, född 4 maj 1975 i Tarnogród, Polen, är en svensk musikalartist, koreograf, skådespelare, kompositör och showartist.
I 10-årsåldern emigrerade han till Sverige och barndomen tillbringande han i Malmö. 1989 medverkade Dymitrow i "En verden til forskel" (svensk titel "Ung flykt"), en dansk långfilm med bland andra Lars von Trier, där han spelade en av huvudrollerna.
Efter avslutad gymnasieutbildning påbörjade Dymitrow sina lingvistik- och geografistudier vid Lunds universitet. Under studierna beslöt han sig för att byta inriktning och satsa på underhållning. Dymitrow flyttade först till Stockholm där han genomförde musikalartistprogrammet på Kulturama, sedan till Göteborg för att fullborda utbildningen vid Performing Arts School. Dymitrow har arbetat med showproduktion sedan dess, vilket har inneburit omfattande turnéer i Skandinavien och övriga Europa, fasta krogshower och TV-uppträdanden.
Dymitrow är även utbildad koreograf vid Marie Curie-universitetet i Lublin (Polen) och aktiv kompositör med låtar presenterade i SVT (bland annat i TV-programmet Tivoli från Gröna Lund).